# Грейс О'Меллі
Грейс О'Меллі (прибл. 1530 — прибл. 1603), також відома як Grainne O'Malley (ірл. Gráinne Ní Mháille) ― була главою династії Мейл на заході Ірландії та дочкою Еогана Дубдари Мейла.
В ірландському фольклорі вона широко відома як Грайн Маол (англіцизована як Грануайле) і є відомою історичною особою в історія Ірландії 16 століття. Її ім'я також вказувалося в тогочасних англійських документах у різному написанні, включаючи Gráinne O'Maly, Graney O'Mally, Granny ni Maille, Grany O'Mally, Grayn Ny Mayle, Grane ne Male, Grainy O'Maly, Granee O'Maillie.
О'Меллі не згадується в ірландських літописах, тому документальні свідчення про її життя здебільшого надходять із англійських джерел, особливо з вісімнадцяти «Допитувальних статей», запитань до неї в письмовій формі від імені Єлизавети I. Вона також згадується в англійських державних документах та інших документах подібного роду.
По смерті батька вона взяла на себе активне керівництво справами на суші та морі, незважаючи на те, що у неї був брат, Донал ан Фіопа О'Мейл. Шлюб з Доналом ан Хогайдом (Донал «войовничий») О'Флейтбхартом приніс їй ще більше багатства та впливу. Як повідомляється, у нього було близько 1000 голів великої рогатої худоби та коней. У 1593 році, коли її сини Тіобоід а Бурк і Мурчад Флейтбхарт (Мюрро О'Флаерті), і її зведений брат Донал ан Фіопа були взяті в полон англійським губернатором Коннахта, сером Річардом Бінгемом, О'Меллі відплила до Англії з проханням про їхнє звільнення. Вона офіційно представила своє прохання королеві Єлизаветі I у її резиденції в Гринвіцькому палаці.

## Раннє життя

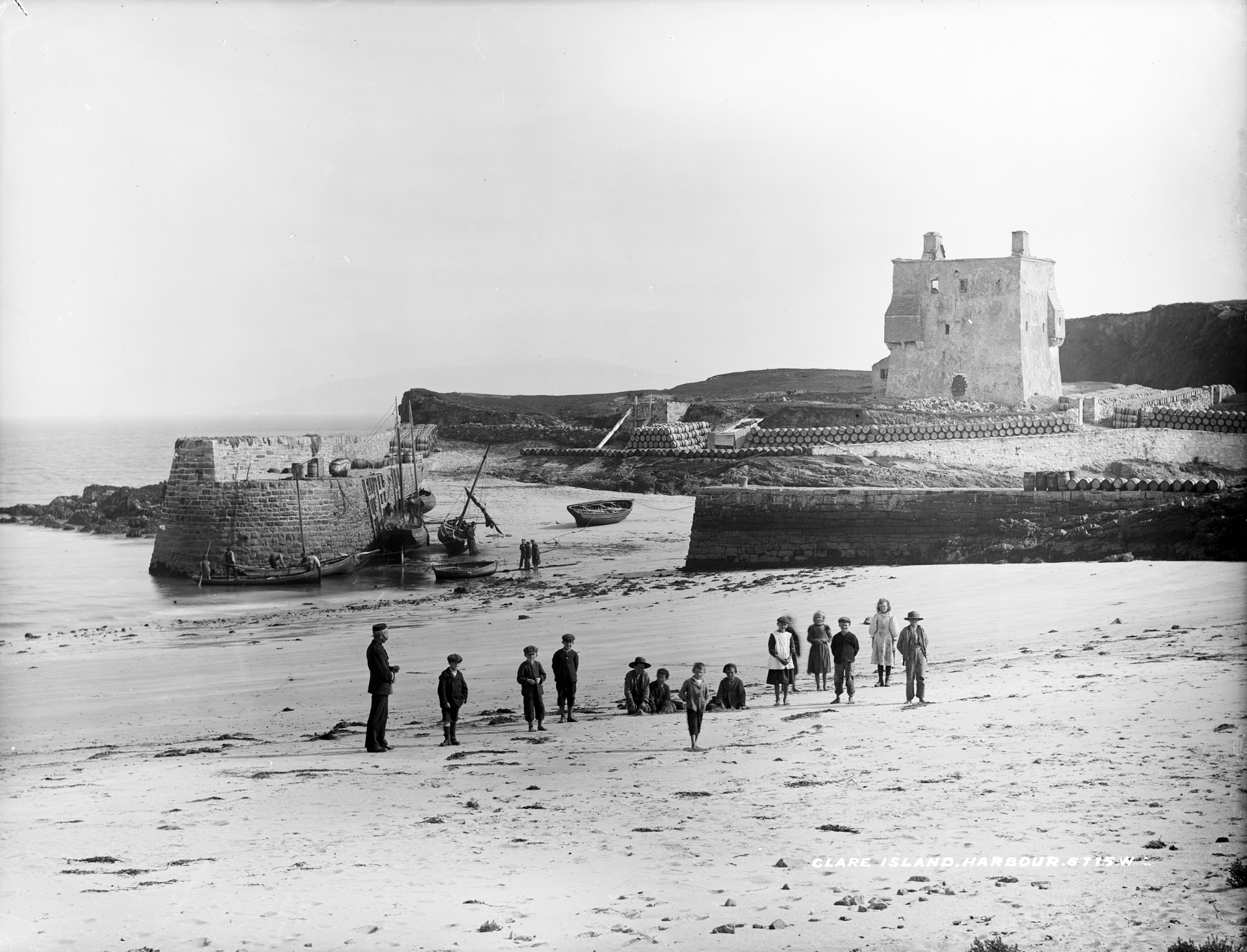
Гавань на острові Клер, графство Мейо

Ні Мейл народилася в Ірландії приблизно в 1530 році, коли Генріх VIII був королем Англії і носив титул лорда Ірландії. За політикою англійського уряду того часу, напівавтономні ірландські принци та лорди здебільшого вирішували все самі. Однак це мало змінитися протягом життя Ні Мейл, коли завойовування Ірландії Тюдорами набирало темп.
Еоган Дубдара О'Мейл, її батько, та його сім'я базувалися в затоці Клю, графство Мейо. Він був главою династії Мейлів і правителем Умалла, будучи нащадком Мейла мак Коналла. О'Меллі були однією з сімей мореплавців Коннахта, вони збудували на узбережжі ряд замків, щоб захистити свою територію. Її мати, Маргарет або Мейв, теж була Ні Мейл. Грайн Ні Мейл була єдиною дитиною Дубдари та його дружини Мейв, вона мала зведеного брата по батькові на ім'я Донал ан Фіопа. Хоча, як правило, у цей період спадкоємцями були сини, Ні Мейл «вважалася законною утримувачкою сімейної земельної та морської діяльності».
За допомогою таких прибережних замків, як Каррікілдавнет, О'Меллі обкладали податком усіх, хто ловив рибу біля їхніх берегів, зокрема рибалок з Англії. Місцева легенда свідчила, що Ні Мейл, будучи молодою дівчиною, хотіла поїхати разом із батьком у торгову експедицію до Іспанії. Коли їй сказали, що вона не може, оскільки її довге волосся заплутається у корабельних канатах, вона відрізала більшу частину свого волосся, щоби примусити батька взяти її. Це принесло їй прізвисько «Gráinne Mhaol» (від «Maol», що означає «лисий» або «має обрізане волосся»). Прізвисько може також походити від «Gráinne Umhaill» («Gráinne of Umhall», Umhall — історичний район західного Коннахту, де домінували О'Меллі).
У дитинстві вона, швидше за все, проживала в резиденції своєї сім'ї Белклер і на острові Клер, але, можливо, її віддали на виховання до іншої сім'ї, що було традиційним серед ірландської знаті на той час. Вона отримала офіційну освіту, оскільки в 1593 році вона розмовляла латиною з королевою Єлизаветою I.

## Шлюб з О'Флейтбхартом
Ні Мейл одружилася в 1546 році з Доналом ан Хогайдом О'Флейтбхартом, таністом, або спадкоємцем титулу О'Флейтбхарта (О'Флаерті), що було вдалим політичним шлюбом для дочки вождя О'Мейла. Як таніст О'Флейтбхарт, Донал ан Хогайд очікував одного дня правити Іар Коннахтом, областю, приблизно еквівалентною сучасній Коннемарі.
Вона народила трьох дітей за період шлюбу з Доналом ан Хогайдом:
- Еоган (Оуен): Найстарший син, відомий своєю добротою і здатністю прощати. Сер Річард Бінгем обдурив його; в результаті Оуен був убитий, а Бінгем та його війська захопили його замок.
- Медббх (Мейв): Дуже схожа на свою матір, вона вийшла заміж за Рікарда Дімхана ан Хоррена а Бурка, на прізвисько «Диявольський гачок», від якого мала кількох дітей. Ні Мейл і Бурк нібито були дуже близькі, він не раз рятував її від смерті.
- Мурчадх (Мюрро): Мюрро, як говорили, був схожий на свого батька, бо любив воювати. Він часто бив свою сестру Мейв і відмовлявся слухати свою матір через її стать. Багато джерел повідомляють, що він зрадив свою сім'ю та об'єднав зусилля з сером Річардом Бінгемом після вбивства Оуена. Коли Ні Мейл почула про це, вона поклялась, що більше ніколи не розмовлятиме з Мюрро до кінця свого життя, хоча часто ображала його. Після смерті Донала ан Хогайда Ні Мейл покинула Іар Коннахт і повернулась на територію О'Мейлів, взявши з собою багатьох послідовників О'Флейтбхарта.

У 1565 році Донал О'Флейтбхарт був убитий у засідці під час полювання на пагорбах, що оточували Лох-Корріб; це, безсумнівно, було частиною боротьби Донала з Джойсами за контроль над замком Кірк на рівнині. Грайн повернулася у власні землі та заснувала свою головну резиденцію на острові Клер (тепер його називають замком Грануайл). Вона нібито взяла моряка, який зазнав аварії корабля, за свого коханця. Роман тривав недовго, оскільки його вбили Мак-Магони з Баллівоя. Прагнучи помститися, Грайн напала на замок Мак-Магонів Дуна в затоці Блексод і перебила убивць свого коханого. Її напад на замок Дуна приніс їй прізвисько «Темна леді Дуни».

## Шлюб з Бурком
До 1566 року Ні Мейл одружилася вдруге, цього разу з Рісварді Іарайн («Залізний Річард») Бурком, його прізвисько походить від його заводу в Буррісхуле, місці його головного замку та резиденції.
Все ще не задоволена своєю помстою, Ні Мейл відплила до Баллікроя і атакувала гарнізон замку Дуна, перемігши захисників і забравши замок собі. Її напад на Мак-Магонів був не першим випадком, коли вона відривала когось від молитви. Легенда розповідає про іншого лорда, який вкрав у неї майно і втік до церкви, шукаючи сховища. Вона твердо вирішила дочекатися злодія, якому залишалося голодувати або здатися. Однак злодій викопав тунель і втік, а відлюдник, який опікувався церквою, порушив обітницю мовчання і вилаяв її за спробу заподіяти шкоду тому, хто шукав притулку. Її відповідь до нас не дійшла.
Більше двадцяти років після її смерті англійський лорд-депутат Ірландії згадував про її талант військового лідера, відзначаючи славу, яку вона все ще мала серед ірландців.

## Автономний статус
У 1576 році Ні Мейл взяла участь у так званому процесі «здайтеся і перейдіть» разом із лордом-депутатом сером Генрі Сідні щодо її земель. Оскільки Рокфліт знаходився на відстані тижневого переходу від Дубліна, і оскільки вона так часто бувала в морі, контроль з боку Корони був дуже слабким.
У 1593 році в своєму листі, на знак протесту проти претензій Ні Мейл до нього, сер Річард Бінгем стверджував, що вона була «мамкою і нянькою всіх заколотів у провінції за ці сорок років». Бінгем був лордом президентом Коннахта, якому доручали контролювати місцевих лордів, які до того часу були переважно автономними.
Ні Мейл мала всі підстави використовувати будь-яку нагоду, щоб обмежити владу Ірландського королівства над своєю частиною країни. Експедиція з Голуею під проводом шерифа Вільгельма Еге Мартіна напала на її замок на острові Клер у березні 1579 року. Однак вони були змушені втекти і ледве врятувались.

## Зустріч з Єлизаветою

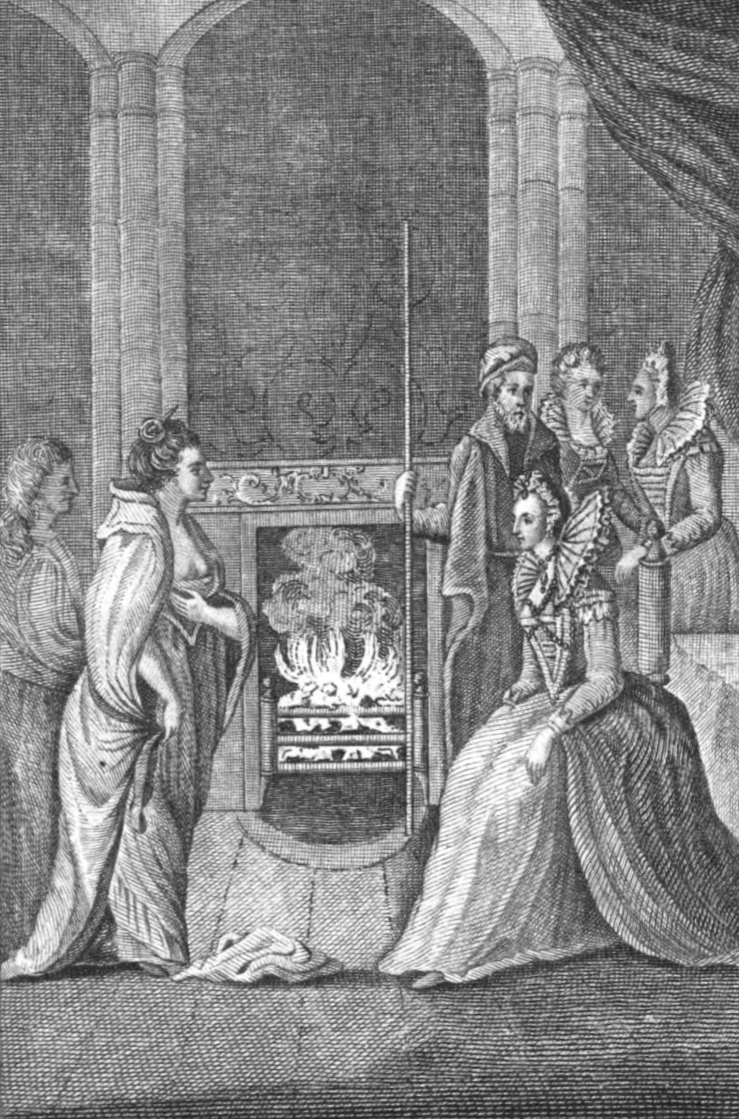
Зустріч Грейс О'Меллі з Єлизаветою I

Наприкінці 16 століття англійська влада неухильно посилювалася в Ірландії, а влада Ні Мейл постійно зазнавала посягань на неї. У 1593 році, коли її двоє синів Тіббот Бурк і Мюрро О'Флаерті та її зведений брат Донал ан Фіопа були захоплені англійським губернатором Коннахта сером Річардом Бінгемом, Ні Мейл відпливла до Англії з клопотанням до королеви Єлизавети I про їхнє звільнення. Єлизавета I надіслала Ні Мейл список запитань, на які відповіли і повернули список Єлизаветі. Потім Ні Мейл зустрілася з королевою в Гринвіцькому палаці у вишуканому вбранні; їх обох оточили охоронці та члени королівського двору Єлизавети.
Ні Мейл відмовилася вклонитися Єлизаветі, бо вона не визнавала її «королевою Ірландії». Подейкують також, що вона приховувала на собі кинджал, який охоронці знайшли під час її обшуку. Придворні Єлизавети, як говорили, були дуже засмучені і занепокоєні, але Ні Мейл повідомила королеві, що вона взяла його для власної безпеки. Єлизавета прийняла це і здавалася заспокоєною.
Також розповідали, що Ні Мейл чхнула, і їй подарували мереживну хустку від знатної дами. Ні Мейл, буцімто, висякалась у неї, а потім викинула в розташований поруч камін, чим шокувала двір. Ні Мейл повідомила усіх, що в Ірландії використаний носовичок вважають брудним і знищують.
Їхня розмова велася на латинській мові, оскільки Ні Мейл не розмовляла англійською мовою, а королева Єлизавета I — ірландською. Після довгого обговорення жінки дійшли згоди, яка передбачала, що Єлизавета усуне Бінгема з посади в Ірландії, а Ні Мейл перестане підтримувати повстання ірландських лордів.
Бінгем був усунутий, але кілька інших вимог Ні Мейл (включаючи повернення худоби та землі, які Бінгем забрав у неї) залишились незадоволеними, і незабаром Єлизавета відправила Бінгема назад в Ірландію. Бінгем продовжував переслідувати Ні Мейл, і в 1594 році на її землях було розміщено військо.
У міру загострення Дев'ятирічної війни Ні Мейл намагалася економити у своїх стосунках із короною. 18 квітня 1595 року вона подала клопотання до лорда Берглі, поскаржившись на діяльність військ і попросивши утримувати її маєток для Єлизавети I. Вона додала, що «її сини, двоюрідні брати і послідовники будуть служити з сотнею людей за свій кошт у морі на узбережжі Ірландії у війнах Її Величності при всякій нагоді … і надалі бути послушними Її Величності як правдиві й вірні піддані». Протягом усієї війни вона заохочувала і підтримувала свого сина Тіббота Бурка боротись за Корону проти союзу ірландських лордів Тірона.
Швидше за все, вона померла в замку Рокфліт близько 1603 року, того самого року, коли померла Єлизавета, хоча рік та місце смерті Ні Мейл суперечливі. Звичайне поховання її роду було в абатстві Клер-Айленд.

## Біографічні джерела
Ірландська історикиня Енн Чемберс написала біографію Грайн Ні Мейл.
Документальні свідчення про життя Ні Мейл в основному надходять з англійських джерел, оскільки вона не згадується в ірландських аналах. «Книга» родини Мейлів, збірка хвалебної бардівської поезії та інших матеріалів такого роду, що зберігалися в аристократичних гельських домогосподарствах того періоду, не збереглася. Нема її прижиттєвих зображень. Важливим джерелом інформації є вісімнадцять «Допитувальних статей», або запитань до неї у письмовій формі від імені Єлизавети I. Вона також згадується в англійських державних документах та в інших документах подібного роду, прикладом є лист, надісланий лордом-заступником, сером Генрі Сідні, своєму синові Філіпу в 1577 році: «Прийшла до мене найзнаменітіша жінка-капітан на ім'я Грейс Іммалі і запропонувала мені своє служіння, де б я не наказав їй, трьома галеонами і двомастами бійцями…»
Місцеві перекази щодо неї були зібрані ірландським вченим Джоном О'Донованом у 1830-х і 1840-х роках. У листі 1838 року він описує її як «особу, найбільш яскраво відображену традицією і останнім поколінням, що спілкувалося з людьми, які знали її особисто».

## Культурний вплив
Життя Ні Мейл надихнуло багатьох музикантів, прозаїків та драматургів на створення творів, заснованих на її житті та пригодах, її образ став національним уособленням Ірландії.